# Anni 760
Gli anni 760 sono il decennio che comprende gli anni dal 760 al 769 inclusi.

## Eventi, invenzioni e scoperte

### Europa
- Quattordicesimo passaggio della Cometa di Halley.

- Indebolimento dell’autorità dell’impero bizantino in Italia.

#### Regno Franco
- 760: Culmine dei contrasti tra il re dei Franchi Pipino il Breve e il duca d’Aquitania, Waifer.
- 766: Pipino invade l’Aquitania con l’aiuto del figlio Carlo Magno.
- 768: Waifer raduna un piccolo esercito e marcia verso l’Aquitania per riconquistarla, ma viene intercettato da Pipino e messo in fuga.
- 24 settembre 768: Morte di Pipino il Breve. I due figli, Carlo Magno e Carlomanno I vengono incoronati contemporaneamente re dei Franchi.

#### Regno Longobardo
- 763: Desiderio dona dei territori allo Stato Pontificio per evitare nuovi interventi franchi in Italia.
- 768: Desiderio incontra Carlo Magno e gli promette la mano di sua figlia, Desiderata, come ultimo tentativo per interferire con la politica interna del regno franco ed evitare un nuovo intervento nella penisola italiana.

#### Impero romano d’Oriente
- 763 – Battaglia di Anchialo: L’impero bizantino entra in guerra con il primo impero bulgaro. Costantino V inviò un imponente esercito che riuscì a infliggere dure sconfitte ai bulgari sui Monti Balcani.
- 763: L’esercito bizantino invade lo Stato Pontificio nel tentativo di riconquistare Roma, ma il re franco Pipino il Breve scende in Italia e, dopo svariate trattative con il re longobardo Desiderio e papa Paolo I libera i territori della chiesa.
- 766 – Assedio di Kamacha: L’esercito di Costantino V sconfigge gli abbasidi nella fortezza di Kamacha, costringendoli a ritirarsi in Armenia.

#### Repubblica di Venezia
- 761: Il Doge Domenico Monegario, in seguito al sempre più progressivo indebolimento dell’autorità dell’Impero Romano d’Oriente in Italia, cerca di rafforzare l’indipendenza della Repubblica di Venezia da Costantinopoli.
- 764: Inizia una rivolta, probabilmente dovuta a moti filo-bizantini, e Domenico Monegario viene deposto. Maurizio Galbaio viene nominato Doge.

#### Britannia
- 760: A Hereford, i regni di Brycheiniog, Gwent e Powys sconfiggono il regno di Mercia, liberandosi dall’influenza degli anglo-sassoni.
- 761: Il re Æthelwald Moll di Northumbria affronta una ribellione, sotto un rivale pretendente al trono di nome Oswine.
- 766: Ahlred sale al trono di Northumbria.

#### Spagna

Mappa della Spagna negli anni 750. In giallo è visibile il Regno delle Asturie, in verde il Califfato Omayyade, poi sostituito dal Califfato Abbaside.

- 760: Fruela I il Crudele inizia una campagna di espansione del Regno delle Asturie contro i musulmani.
- 768: Fruela I viene assassinato in una congiura. Aurelio diventa re delle Asturie. Sotto il suo regno ci furono numerose rivolte di schiavi, che però vennero sedate in poco tempo.

### Asia

#### Giappone
- 764: L’imperatore Junnin viene deposto in seguito ad una rivolta. Inizia il regno dell’imperatrice Shotoku.

### Altro

#### Religione
- 767: Muore Paolo I, papa che si era fermamente opposto all’iconoclastia. Diventa papa Stefano III, il cui insediamento fu gravemente ostacolato dal fatto che al tempo il soglio papale era stato occupato dall’antipapa Costantino II, che si era posto come rappresentante dell’aristocrazia romana.
- 12 aprile 769: Carlo Magno e Carlomanno I inviano a Roma tredici vescovi franchi per aiutare Stefano III ad aprire un concilio nel quale si svolse un processo contro l’antipapa Costantino II, che finì con la sua uccisione da parte della folla.

#### Architettura
- 760: Costruzione della Chiesa di Santa Sofia a Benevento.
- 768: In Giappone viene costruito il Santuario Kasuga, a Nara.

## Personaggi
- Pipino il Breve, re dei franchi
- Carlo Magno, re dei franchi
- Carlomanno I, re dei franchi